# Godmans Berggrubenotter
Godmans Berggrubenotter (Cerrophidion godmani), auch Godman-Berggrubenotter, ist eine Grubenotter aus der Gattung der Berggrubenottern (Cerrophidion).

## Taxonomie
Die wissenschaftliche Erstbeschreibung der Art erfolgte im Jahr 1863 durch den deutschen Zoologen Albert Günther. Er ordnete sie damals zunächst unter der Bezeichnung Bothriechis godmanni den Palmlanzenottern (Bothriechis), allerdings auch als Bothrops godmani den Amerikanischen Lanzenottern (Bothrops) zu. Jonathan A. Campbell & William W. Lamar überführten die Art im Jahr 1989 in die Gattung der Hakennasen-Lanzenottern (Porthidium) und 1992 dann unter der heute anerkannten Bezeichnung Cerrophidion godmani in die Gattung Cerrophidion. Unterarten sind nicht bekannt.

## Merkmale
Godmans Berggrubenotter erreicht eine Gesamtlänge bis knapp 75 cm, ihr Körperbau wirkt leicht gedrungen. Der dreieckige, oberseits einfarbig braune Kopf, welcher zwischen Auge und Mundwinkel ein dunkles Band aufweist, setzt sich deutlich vom Hals ab und ist oberseits (hintere Hälfte) von vielen, kleinen Schuppen besetzt. Die Pupille des recht kleinen Auges ist bei Lichteinfall senkrecht geschlitzt. Die Art weist 7 bis 10 Oberlippenschilder (Scutum supralabiale), 8 bis 11 Unterlippenschilder (Scutum sublabiale), 21 Reihen von Rückenschuppen um die Körpermitte, 130 bis 138 Bauchschilder (Scutum ventrale) und 22 bis 36 ungeteilte Unterschwanzschilder (Scutum subcaudale) auf. Die Körperschuppen sind gekielt. Der Körper ist im Grunde grau bis bräunlich gefärbt und vom Hals an beginnend über die Rückenmitte bis zum Schwanz gezeichnet von dunkelbraunen, ovalen bis sattelförmigen und fein schwarz umrandeten Flecken, die in der vorderen Körperhälfte unter Umständen zu einem Zickzackband verschmolzen sind. Seitlich des Körpers zeigen sich in einer Reihe angeordnete, längliche Flecken. Die Bauchseite ist einfarbig braun gefärbt und dunkel gesprenkelt.

## Lebensweise
Godmans Berggrubenotter ist gleichermaßen tag- wie nachtaktiv. Man kann sie unter Baumstämmen, zwischen Gestein oder in Gebüsch, zum Teil auch beim Sonnenbad,  beobachten, oft hält sie sich jedoch versteckt. Bei drohender Gefahr flieht sie, gegenüber Menschen ist sie nicht besonders aggressiv. Sie pflegt eine bodenbewohnende Lebensweise und erbeutet hauptsächlich Nagetiere, Heuschrecken und kleine Echsen. Die Art pflanzt sich durch Ovoviviparie fort, die Weibchen bringen also lebende Junge zur Welt. Der Wurf umfasst 2–12 Jungschlangen.

## Toxikologie
Cerrophidion godmani besitzt als Viper röhrige, einklappbare Giftzähne im vorderen Oberkiefer (solenoglyphe Zahnstellung), durch welche ein in Giftdrüsen produziertes Schlangengift (Ophiotoxin) in die Bisswunde injiziert wird. Bissunfälle mit schwerem Verlauf traten auf, Todesfälle durch diese Art sind jedoch keine bekannt. Untersuchungen des Proteoms der Toxine von Cerrophidion godmani, Porthidium nasutum und Porthidium ophryomegas aus Costa Rica erwiesen für Cerrophidion godmani (bzw. Cerrophidion sasai nach neuerer Systematik*) das Vorhandensein neun verschiedener Proteinfamilien. Die Studie bewies zudem größere Parallelen in der Chemie und Pharmakologie der Gifte der beiden Porthidium-Arten und größere Unterschiede ihrer Toxine gegenüber dem Toxingemisch von Cerrophidion godmani. Diese Tatsache unterstützt die taxonomische Abtrennung von Cerrophidion godmani aus der Gattung Porthidium, zusammen mit bereits erfolgten genetischen Analysen. Das Gift weist im menschlichen Blutplasma prokoagulative Effekte auf die Hämostase auf (blutgerinnungsfördernd; ggf. Disseminierte intravasale Koagulopathie). Ein hoher Gehalt an Phospholipase A₂ hat starke myotoxische Wirkungen zur Folge, wie Untersuchungen an Mäusen verdeutlichten. Neben Prokoagulantien und Myotoxinen erwähnen einige Autoren weiterhin hämorrhagische Aktivität, woraus Blutungen resultieren können, und schließen außerdem auch Zytotoxine nicht aus.
* Infolge einer weiteren Aufspaltung der Gattung Cerrophidion sind die Populationen, welche den Untersuchungen von Lomonte et al. zugrunde liegen, vermutlich nun der Art Cerrophidion sasai zuzuordnen.

## Vorkommen
Das Verbreitungsgebiet erstreckt sich in Mittelamerika im Südosten von Mexiko (Chiapas, Oaxaca) und Teilen Guatemalas. Südlichere Populationen, die ursprünglich dieser Art zugeordnet wurden, sind als eigene Art (Cerrophidion sasai) neu beschrieben worden. Es werden Gebiete zwischen 1600 und 3200 m über dem Meeresspiegel besiedelt. Zu den bewohnten Lebensräumen zählen sowohl trockene als auch feuchte Bergwälder, Regenwälder, Nebelwälder und Bergwiesen. Godmans Berggrubenotter kommt regional häufig vor.